# Кудук-Чилик (Шербакульский район)
Кудук-Чилик — аул в  Шербакульском районе Омской области России. Входит в состав Екатеринославского сельского поселения. Население 165 чел. (2010).

## История
В соответствии с Законом Омской области от 30 июля 2004 года № 548-ОЗ «О границах и статусе муниципальных образований Омской области» аул вошёл в состав образованного муниципального образования «Екатеринославское сельское поселение». 

## География
Кудук-Чилик находится  в юго-западной части Омской области, в пределах Ишимской равнины, являющейся частью Западно-Сибирской равнины, примерно в 1,5 км. от границы села Екатеринославка, к востоку от урочища Саурск .
Абсолютная высота — 111 м. над уровнем моря.

## Население
| 2010 |
| ---- |
| 165  |

Гендерный состав
По данным Всероссийской переписи населения 2010 года в гендерной структуре населения из 165 человек мужчин — 77, женщин — 88	(46,7 и 53,3 % соответственно)
Национальный состав
Согласно результатам переписи 2002 года, в национальной структуре населения русские составляли 86 % от общей численности населения в 286 чел. .

## Инфраструктура
Личное подсобное хозяйство, животноводство. Присутствует школа, обучение ведётся на русском языке.

## Транспорт
Просёлочные дороги. 